# Pereni (okręg Dolj)
Pereni – wieś w Rumunii, w okręgu Dolj, w gminie Sopot. W 2011 roku liczyła 47 mieszkańców.